# December 24.
December 24. az év 358. (szökőévben 359.) napja a Gergely-naptár szerint. Az évből még 7 nap van hátra.
Névnapok: Ádám, Éva + Adala, Adália, Adél, Adela, Adelaida, Adélia, Adelin, Alinka, Azálea, Délibáb, Evila, Evita, Hermina, Iringó, Léda, Mínea, Noé, Noémi, Vica

## Események

### Politikai események
- 640 – IV. János pápa hivatalába lép.
- 1046 – II. Kelemen pápa hivatalába lép.
- 1144 – A moszuli emír serege elfoglalja Edesszát, ez lesz az 1147-ben induló második keresztes hadjárat kiváltó oka.
- 1294 – VIII. Bonifác pápa hivatalába lép.
- 1530 – Somlyói Báthory István mellett Laszky Jeromost nevezik ki erdélyi vajdának.
- 1715 – Svéd csapatok megtámadják Norvégiát.
- 1798 – Oroszország és Nagy-Britannia franciaellenes koalíciót köt.
- 1799 – Franciaországban módosítják az alkotmányt, a végrehajtó hatalmat háromtagú konzulátusra bízzák, tíz évre első konzullá választják Bonaparte Napóleont.
- 1800 – Royalisták sikertelen bombamerénylete Bonaparte Napóleon ellen Párizsban.
- 1814 – Gentben megkötik a békét, amely lezárta az 1812 óta tartó brit–amerikai háborút.
- 1865 – Az amerikai Konföderációs Hadsereg számos veteránja privát egyesületet alakít Ku-Klux-Klan néven.
- 1918 – Kolozsvárt megszállja a román hadsereg.[1]
- 1924 – Albániában kikiáltották a köztársaságot.
- 1944 – Sopronkőhidán a nyilasok kivégzik Bajcsy-Zsilinszky Endre parlamenti képviselőt és Pesti Barnabást.
- 1951 – Líbia függetlenné válik, új neve Líbiai Egyesült Királyság lesz.
- 1960 – A román alkotmány 19. cikkelyének módosításával a korábbi Magyar Autonóm Tartomány egy részét a többségében román lakosú Brassó megyéhez csatolják.
- 1989 – A nyugat-berlini polgárok e naptól szabadon utazhatnak Kelet-Berlinbe.
- 1997 – Első alkalommal gyújtanak Hanuka gyertyát hivatalosan Vatikánban.
- 2007 – Az Európai Biztonsági és Együttműködési Szervezet (EBESZ) közzéteszi megfigyelési eredményét, miszerint a 23-án megtartott üzbegisztáni választás nem felelt meg a demokratikus normáknak.

### Tudományos és gazdasági események
- 1856 – a pesti utcákon megkezdődik a gázvilágítás.
- 1966 – A Luna–13 a Holdon landolt.
- 1979 – Elindítják az ESA új rakétáját, az Ariane–1-et a Francia Guyana-i Kourouból.

### Kulturális események
- 1900 – Oroszországban megjelenik az Iszkra című marxista lap első példánya.
- 1944 – Újvidéken megjelenik a Magyar Szó című napilap első száma (1945. szeptember 26-áig Szabad Vajdaság címmel).

#### Zenei események
- 1871 – Giuseppe Verdi Aida című operájának bemutatója.

### Egyéb események
- 1953 – Csehországban 103 ember halálát okozta, amikor egy gyorsvonat belerohant a sakvicei vasútállomáson álló személyvonatba.
- 1953 – Új-Zélandon 151 ember halálát okozta az, amikor egy iszapár miatt összeomlott a vasúti híd Tangiwai település közelében, miközben a Wellingtonból Aucklandbe tartó gyorsvonat áthaladt volna rajta.
- 2009 – A Vatikánban XVI. Benedek pápa a hagyományoktól eltérően este tíz órakor tartotta az éjféli misét.

## Születések
- 1 - a keresztények ezt tartják Jézus születése előestjének
- 3 – Galba római császár († 69)
- 1166 – János angol király (Földnélküli János) angol király († 1216)
- 1389 – VI. János, Bretagne hercege, Montfort és Richmond grófja, († 1442)
- 1746 – Bánffy György császári és királyi kamarás, Erdély kormányzója († 1822)
- 1754 – George Crabbe angol költő († 1832)
- 1761 – III. Szelim, az Oszmán Birodalom 29. szultánja († 1808)
- 1798 – Adam Mickiewicz lengyel romantikus költő († 1855)
- 1810 – Wilhelm Marstrand dán festő († 1873)
- 1818 – James Prescott Joule angol fizikus († 1889)
- 1822 – Charles Hermite francia matematikus († 1901)
- 1827 – Adamovich Ádám ügyvéd († 1886)
- 1828 – Jacob Achilles Mähly német költő és filológus († 1902)
- 1837 – Elisabeth Eugenie Amalie von Wittelsbach bajor hercegnő, később Erzsébet osztrák császárné, magyar királyné, „Sissy” († 1898)
- 1837 – Cosima de Flavigny Liszt Ferenc lánya, Richard Wagner felesége  († 1930)
- 1845 – I. György Görögország királya († 1913)
- 1848 – Bornemissza Árpád huszárhadnagy († 1885)
- 1868 – Schmidt József indogermanista, nyelvész, egyetemi tanár, az MTA levelező tagja († 1933)
- 1868 – Juan Ramón Jiménez Irodalmi Nobel-díjas spanyol költő, író († 1958)
- 1886 – Makray Lajos pápai prelátus, címzetes prépost, országgyűlési képviselő († 1946)
- 1890 – Gróf Stomm Marcel honvéd altábornagy, második világháborús hadtestparancsnok († 1968)
- 1895 – Noel Streatfeild brit írónő († 1986)
- 1896 – Jens Olivur Lisberg a feröeri zászló egyik kitalálója († 1920)
- 1897 – Szabó János magyar politikus, helyiipari, később város- és községgazdálkodási miniszter († 1986)
- 1907 – Sándor Böske magyar színésznő, érdemes művész († 1992)
- 1910 – Erdei Ferenc magyar politikus, szociológus, miniszter († 1971)
- 1910 – Sívó Mária magyar színésznő († 1985)
- 1918 – Bill Taylor (William L. Taylor) amerikai autóversenyző († 2004)
- 1920 – Fodor Imre magyar színész, színigazgató († 1975)
- 1920 – Prókai István magyar színész, színházigazgató († 1983)
- 1922 – Ava Gardner amerikai színésznő († 1990)
- 1924 – Michael Goldberg amerikai absztrakt expresszionista festő († 2007)
- 1927 – Mary Higgins Clark amerikai regényírónő († 2020)
- 1928 – Klapka György, magyar üzletember, koreográfus († 2017)
- 1935 – Knapcsik József magyar bábművész, színész († 1990)
- 1941 – Howden Ganley (James Howden Ganley) új-zélandi autóversenyző
- 1943 – Tarja Kaarina Halonen Finnország 11. elnöke
- 1943 – Claude Brosset, francia színész († 2007)
- 1945 – Lemmy Grammy-díjas angol énekes, basszusgitáros, dalszerző († 2015)
- 1947 – Závodi János magyar gitáros
- 1948 – Edwige Fenech algériai születésű olasz színésznő
- 1949
  - Warwick Brown ausztrál autóversenyző
  - Mircea Diaconu román színész, nemzeti liberális párti politikus, művelődési miniszter († 2024)
- 1952 – Zágoni Zsolt magyar színész
- 1954 – Borbély Sándor magyar színész
- 1964 – Földesi Judit magyar színésznő
- 1970
  - Szabó Márta Jászai Mari-díjas és Aase-díjas magyar színésznő
  - Amaury Nolasco Puerto Ricó-i színész
- 1971
  - Ricky Martin amerikai énekes
  - Thuróczy Szabolcs magyar színész
- 1973
  - Stephenie Meyer amerikai író
  - Török Tamara magyar dramaturg, műfordító, egyetemi adjunktus
- 1975 – Marija Zaharova, Oroszország Külügyminisztériumának szóvivője
- 1983 – Nemes Wanda magyar színésznő
- 1985 – Ráczkevy Ildikó magyar amatőr színész, ügyvéd
- 1991 – Louis Tomlinson brit énekes

## Halálozások
- 1257 – I. János hainaut-i gróf (* 1218)
- 1317 – Jean de Joinville champagne-i nemesember, örökös sénéchal, keresztes lovag (* 1224)
- 1453 – John Dunstable angol zeneszerző (* 1390 körül)
- 1524 – Vasco da Gama portugál felfedező (* 1469)
- 1588 – I. Louis de Guise reimsi érsek bíboros, reims-i hercegérsek, a Szent Liga egyik vezetője (* 1555)
- 1724 – Apáti Miklós protestáns prédikátor (* 1662)
- 1804 – Calovino József kanonok (* 1760)
- 1809 – Báróczi Sándor magyar királyi testőr, író (* 1735)
- 1814 – Kelemen László az első magyar színigazgató és színműíró (* 1762)
- 1863 – William Makepeace Thackeray angol író (* 1811)
- 1872 – William John Macquorn Rankine skót mérnök és fizikus (* 1820)
- 1881 – Babarczy Imre politikus, alispán (* 1818)
- 1935 – Alban Berg osztrák zeneszerző (* 1885)
- 1942 – François Darlan francia flottaadmirális (* 1881)
- 1944 – Bajcsy-Zsilinszky Endre ügyvéd, politikus (* 1886)
- 1944 – Faluhelyi Ferenc nemzetközi jogász, egyetemi tanár, jogtudós (* 1886)
- 1944 – Pesti Barnabás (Getzler József) vegyészmérnök, kommunista aktivista (* 1920)
- 1949 – Márkus Emília színésznő (* 1860)
- 1959 – Jordán Károly matematikus, egyetemi tanár, az MTA tagja (* 1871)
- 1962 – Sándor Kálmán Kossuth- és József Attila-díjas magyar író (* 1903)
- 1962 – Wilhelm Ackermann német matematikus (* 1896)
- 1968 – Kolosváry Gábor zoológus, entomológus, hidrobiológus, paleontológus, az MTA tagja (* 1901)
- 1973 – Gerard Kuiper holland születésű amerikai csillagász (* 1905)
- 1978 – Csicsery-Rónay István magyar katonatiszt, vezérkari ezredes, országgyűlési képviselő (* 1885)
- 1979 – Béri Géza, magyar költő, író, műfordító (* 1933)
- 1980 – Karl Dönitz német tengernagy (* 1891)
- 1982 – Louis Aragon francia költő, író, esszéista (* 1897)
- 1984 – Ian Hendry angol színész (* 1931)
- 1984 – Peter Lawford angol születésű amerikai színész ( 1923)
- 1984 – Bacskay Zoltán magyar matematikus, egyetemi tanár (* 1905)
- 1988 – Siménfalvy Sándor magyar színész, érdemes művész (* 1892)
- 1994 – John Boswell amerikai történész (* 1947)
- 1996 – Hajnal Imre dr. pedagógus, matematikatanár, tankönyv-író. (* 1926)
- 1997 – Mifune Tosiró japán színész (* 1920)
- 2000 – John Cooper brit autóversenyző (* 1923)
- 2006 – Bényi Árpád festőművész (* 1931)
- 2012 – Charles Durning amerikai színész (* 1923)
- 2017 – Littomeritzky Mária olimpiai bajnok magyar úszó, edző, gyógyszerész ( *1927)
- 2017 – Paksy Gábor építészmérnök, urbanisztikai szakember (* 1933)
- 2018 – Kun Zsuzsa Kossuth-díjas magyar táncművész, balettmester, balettigazgató ( *1934)
- 2020 –  Pávai Zoltán erdélyi orvos, anatómus, patológus, egyetemi tanár (* 1966)

## Nemzeti ünnepek, emléknapok, világnapok
- Líbia: függetlenség napja (1951)

→Sablonvita:Ünnepek/12-24:
- karácsony előestéje, szenteste
- Ádám és Éva, az ábrahámi vallások szerinti első emberpár emléknapja[2]